# McDonnell Douglas F-4 Phantom II
McDonnell Douglas F-4 Phantom II (tudi F-4 phantom II) je vojaški večnamenski lovec. Njegov konkurent vzhodnega bloka je bil: Mig-21. 
Sprva je bil načrtovan kot večnamenski lovski bombnik, a ga je vojna mornarica Združenih držav Amerike uporabila kot lovca prestreznika.
Sedaj letijo le F-4 v izvedbi za protielektronski boj »wild weasel« in v izvidniške namene.

## Zgodovina
Vse skupaj je bilo zgrajenih 5.057 letal F-4 phantom II različnih izpeljank.

## Izpeljanke
- XF4H-1 - prototip (2x)
- F4H-1F (F-4A) - preprodukcijska izpeljanka (45x)
- F4H-1 (F-4B) - izpeljanka z J79-GE-8 motorjema (649x)
- RF-4B - izvidniška izpeljanka za KMP ZDA (46x)
- F-110A (F-4C) - jurišna izpeljanka (635x)
- RF-4C - taktično izvidniško letalo (499x)
- F-4D - izboljšana izpeljanka F-4C (773x)
- F-4E - izboljšana izpeljanka z J79-GE-17 motorjema (1.405x)
- F-4F - izpeljanka za Zahodno Nemčijo (175x)
- F-4J - mornariška izpeljanka (512x)
- F-4K - izpeljanka za Združeno kraljestvo (52x)
- F-4N - izboljšana izpeljanka F-4B
- F-4S - izboljšana izpeljanka F-4J
- F-4G »wild weasel« - lovec za protielektronsko (protiradarsko) bojevanje
- Super Phantom (tudi Phantom 2000) - izraelska nadgradnja F-4E

## Uporabniki
- ZDA
- Združeno kraljestvo
- Izrael
- Egipt
- Grčija
- Iran
- Japonska
- Južna Koreja
- Španija
- Turčija

## Bojna uporaba
- korejska vojna
- izraelsko-arabske vojne
- vietnamska vojna

## Specifikacije (F-4E)
Podatki iz The Great Book of Fighters Quest for Performance, Encyclopedia of USAF Aircraft, and McDonnell F-4 Phantom: Spirit in the Skies
Splošne značilnosti
- Posadka: 2
- Dolžina: 629 ft 11 in (192 m)
- Razpon kril: 383 ft 10 in (117 m)
- Širina: 275 ft 7 in (84[5] m) wing folded
- Višina: 16 ft 5 in (5 m)
- Površina kril: 5.300 sq ft (492 m2)
- Vitkost: 2.77
- Aeroprofil: NACA 0006.4–64 root, NACA 0003-64 tip
- Teža praznega letala: 30.328 lb (13.757 kg)
- Bruto teža: 41.500 lb (18.824 kg)
- Maks. vzletna teža: 61.795 lb (28.030 kg)
- Maximum landing weight: 36.831 lb (16.706 kg)
- Kapaciteta goriva: 1.994 US gal (1.660 imp gal; 7.550 L) internal, 3.335 US gal (2.777 imp gal; 12.620 L) with 2x 370 US gal (310 imp gal; 1.400 L) external tanks on the outer wing hardpoints and either a 600 ali 610 US gal (500 ali 510 imp gal; 2.300 ali 2.300 L) tank for the center-line station.
- Pogon letala: 2 × General Electric J79-GE-17A after-burning turbojet engines, 11.905 lbf (52,96 kN) potisk motorjev vsak suh potisk, 17.845 lbf (79,38 kN) z dodatnim zgorevanjem

Zmogljivost
- Maks. hitrost: 1.473 mph; 1.280 kn (2.370 km/h) at 40.000 ft (12.000 m)
- Maks. hitrost: Mach 2.23
- Potovalna hitrost: 584 mph; 508 kn (940 km/h)
- Bojni dolet: 367 nmi; 423 mi (680 km)
- Največji doseg: 1.457 nmi; 1.677 mi (2.699 km)
- Višina leta (servisna): 60.000 ft (18.000 m)
- Hitrost vzpenjanja: 41.300 ft/min (210 m/s)
- Razmerje vzgon/upor: 8.58
- Obremenitev krila: 78 lb/sq ft (380 kg/m2)
- Razmerje potisk/teža: 0.86 at loaded weight, 0.58 at MTOW
- Takeoff roll: 4.490 ft (1.370 m) at 53.814 lb (24.410 kg)
- Landing roll: 3.680 ft (1.120 m) at 36.831 lb (16.706 kg)

Oborožitev

- E-model has a 20 mm (0.787 in) M61A1 Vulcan cannon mounted internally under the nose, 640 rounds
- Up to 18,650 lb (8,480 kg) of weapons on nine external hardpoints, including general-purpose bombs, cluster bombs, TV- and laser-guided bombs, rocket pods, air-to-ground missiles, anti-ship missiles, gun pods, and nuclear weapons. Reconnaissance, targeting, electronic countermeasures and baggage pods, and external fuel tanks may also be carried.
- 4× AIM-9 Sidewinders on wing pylons, Israeli F-4 Kurnass 2000 carried Python-3, Japanese F-4EJ Kai carry AAM-3.
- 4× AIM-7 Sparrow in fuselage recesses, upgraded Hellenic F-4E and German F-4F ICE carry AIM-120 AMRAAM, UK Phantoms carried Skyflash missiles[6]
- 6× AGM-65 Maverick
- 4× AGM-62 Walleye
- 4× AGM-45 Shrike, AGM-88 HARM, AGM-78 Standard ARM
- 4× GBU-15
- 18× Mk.82, GBU-12
- 5× Mk.84, GBU-10, GBU-14
- 18× CBU-87, CBU-89, CBU-58
- Nuclear weapons, including the B28EX, B61, B43 and B57